# Esposa hechicera
Esposa hechicera (Título original en inglés: Conjure Wife, 1943) es una novela de terror sobrenatural de Fritz Leiber. 
Su premisa es que la brujería florece como un secreto a voces entre las mujeres. La historia se narra desde el punto de vista de un profesor de escuela en una pequeña ciudad, quien descubre que su esposa es una bruja.
Esta novela fue la primera de Fritz Leiber. Se dice que fue la inspiración para al menos tres películas: Mujer extraña, La noche del águila y Té de bruja

## Trama
Tansy Saylor es la esposa de un profesor de sociología novato en un colegio norteamericano pequeño y conservador. También es una bruja. Su esposo, Norman, lo descubre un día rebuscando en su tocador: se encuentra con terrones de tierra del cementerio, paquetes de pelo y recortes de uñas de sus conocidos, y otras pruebas de brujería. Se enfrenta a Tansy, y logra convencerla de que su fe en la magia es el resultado de la superstición y la neurosis. Tansy quema sus hechizos, y la suerte de Norman inmediatamente se vuelve agria. Se da cuenta de que había sido protegido,hasta ese momento, por los hechizos de Tansy, y que como resultado de su intromisión, ambos son ahora impotentes para contrarrestar los hechizos y encantamientos de las brujas de otros a su alrededor.

## Crítica elogiosa
La novela es ampliamente conocida como un clásico del terror moderno. Se la incluyó en el ranking de David Pringle y en el de James Cawthorn and Michael Moorcock. En la Enciclopedia de la fantasía, David Langford la describe como «un efectivo ejercicio de paranoia».
Damon Knight escribió

«Esposa hechicera, de Fritz Leiber, es sin duda la más temible y (necesariamente) la más convincente de todas las historias de terror modernas ... Leiber desarrolla el tema con la máxima destreza, acumulando capas alternas de lo mundano y lo extravagante, hasta el verdadero clímax de la historia, la sorpresa al final del capítulo 14: no me avergüenza decir que me lanzó a una pulgada de mi asiento ... Leiber nunca ha escrito nada mejor.»

Boucher y McComas del mismo modo elogiaron la novela como «una de las mejores de todas las novelas de supervivencia de brujería en el mundo moderno ilustrado». P. Schuyler Miller la describió como «uno de esos clásicos de los que hablamos tan a la ligera», a pesar de encontrar el desenlace menos eficaz que la trama.
El crítico del New York Times Basil Davenport hizo notar que está resaltada por una «real excitación».
Everett F. Bleiler encontró a Esposa hechicera «muy bien manejada como una historia de suspenso, aunque la psicología de Saylor es un poco simplista».

## Publicación
Esposa hechicera fue publicada originalmente en la edición de 1943 de Unknown. Una versión extendida y revisada fue publicada por Twayne Publishers en su antología Witches Three en 1952, luego editada como novela aislada en 1953. La última versión se reimprimió varias veces, por una variedad de editoriales, incluyendo Ace Books, Tom Doherty Associates, Penguin Books, y Award Publications.